# 库尔科姆
库尔科姆（法語：Courcôme，法語發音：[kuʁkom]）是法国夏朗德省的一个市镇，位于该省北部，属于孔福朗区。2019年1月1日，市镇维勒加与蒂济并入库尔科姆。

## 地理
库尔科姆（45°59'8"N, 0°7'54"E）面积29.58 平方千米，位于法国新阿基坦大区夏朗德省，该省份为法国西部内陆省份，北起德塞夫勒省和维埃纳省，东临上维埃纳省，东南至多尔多涅省，南至多爾多涅省，西接滨海夏朗德省。
与库尔科姆接壤的市镇（或旧市镇、城区）包括：赖克斯、拉费、吕费克、巴罗、夏朗德河畔韦尔特伊、萨勒德维勒法尼昂、沙尔梅、贝塞、维勒法尼昂、苏维涅。
库尔科姆的时区为UTC+01:00、UTC+02:00（夏令时）。

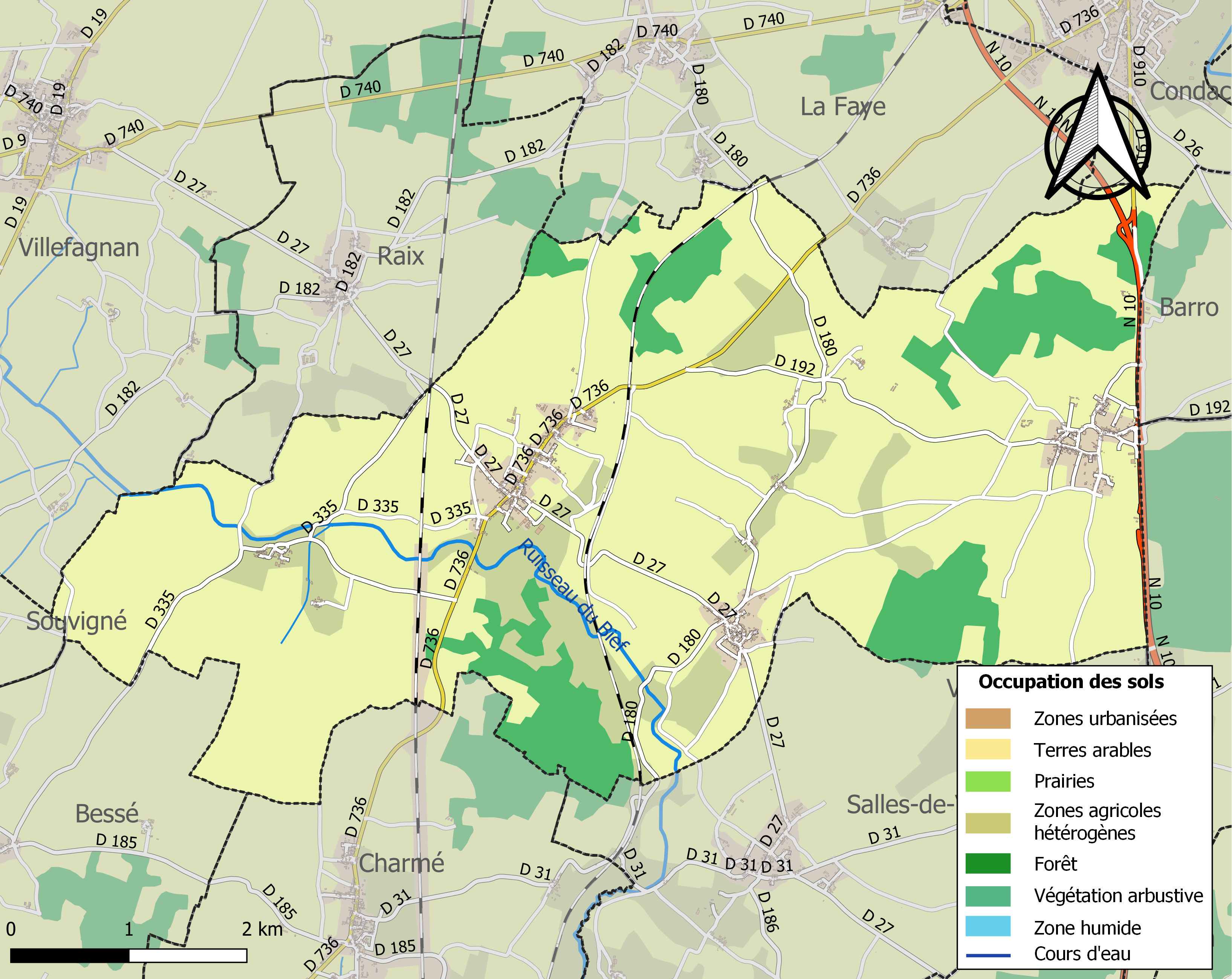
库尔科姆的OSM定位图

## 行政
库尔科姆的邮政编码为16240，INSEE市镇编码为16110。

## 政治
库尔科姆所属的省级选区为夏朗德北县。

## 人口

1962-2008年间库尔科姆人口变化图示

库尔科姆于2022年1月1日时的人口数量为801人。